# 阿散蒂帝国
阿散蒂帝国（英語：Ashanti Empire），又称阿散蒂邦联（Ashanti Confederacy），是1701年—1957年存在于非洲加纳中南部的阿坎人国家。
阿散蒂原为登基拉的藩属。1701年，与近邻各部落组成联邦，建都库马西。奥塞·图图（约1695年—1717年在位）统治时，征服多马和塔福，打败登基拉。奥塞·图图设置了一个金凳子，作为民族意志和国王权威的象征。
阿散蒂王是联邦最高的酋长，是整个联邦的政治和精神领袖。各邦的酋长参加阿散蒂邦联酋长议事会，是平等的一员，阿散蒂王无权处置他们的土地和财产。但他们要宣誓效忠，交纳贡赋，遵守贸易规章，战时要提供一支部队参战。
英国利用阿散蒂邦联的松散联合，挑拨阿坎人各邦同阿散蒂王之间的矛盾，推行分而治之的殖民扩张政策，导致第一次阿散蒂战争的爆发。

## 历史

### 第一次阿散蒂战争
1805年，阿辛土邦的两名酋长，不服从阿散蒂王的命令，逃到芳蒂土邦避难。阿散蒂赫内要求交出逃犯，芳蒂断然拒绝。1806 年，阿散蒂与芳蒂之间爆发战争。5月，在距海岸角4英里的阿波拉镇，芳蒂军的主力被彻底击败。两名阿辛酋长逃进英国据点海岸角，英国殖民者立即插手阿坎族的内部事务，承诺“用调解或武力方式”援助阿辛酋长和芳蒂人。6 月15～16日，英军与阿散蒂军战于安诺马布镇的威廉堡。阿散蒂军装备落后，伤亡惨重，未能攻克堡垒。但英军也伤亡大半，指挥官怀特身负重伤，孤立无援，被迫悬旗求和，交出了一名阿辛酋长（另一名逃亡）。
阿散蒂军刚刚班师回朝，芳蒂就掀起叛乱。1809年，派兵攻打阿散蒂联邦的两个重要出海口埃尔米纳镇和阿克拉镇。1811年和1814年阿散蒂两次次出兵反攻，芳蒂正式并入阿散蒂联邦，由阿散蒂派总督治理。1817年9月，英阿双方签订了临时协定，英国承认芳蒂属于阿散蒂联邦。

### 第二次阿散蒂战争
1822年查理·麦卡锡就任塞拉利昂和黄金海岸总督后，立即准备侵略阿散蒂的战争。5月，一名阿散蒂商贩与英国警察发生冲突，英国警察被打死。麦卡锡以此为借口，发动战争。
1824年1月，阿散蒂军1万余人由西向沿海推进，英军出动2500人堵截。21日，麦卡锡亲自率500人在邦沙索村河岸阻击阿军主力（邦萨索战役），依托山势，以炮火封锁河面。阿军强渡猛攻，英军大败，仅欧洲籍官兵便死92人，伤187人，麦卡锡受伤自杀。阿散蒂军也付出重大代价。

### 第三次阿散蒂战争

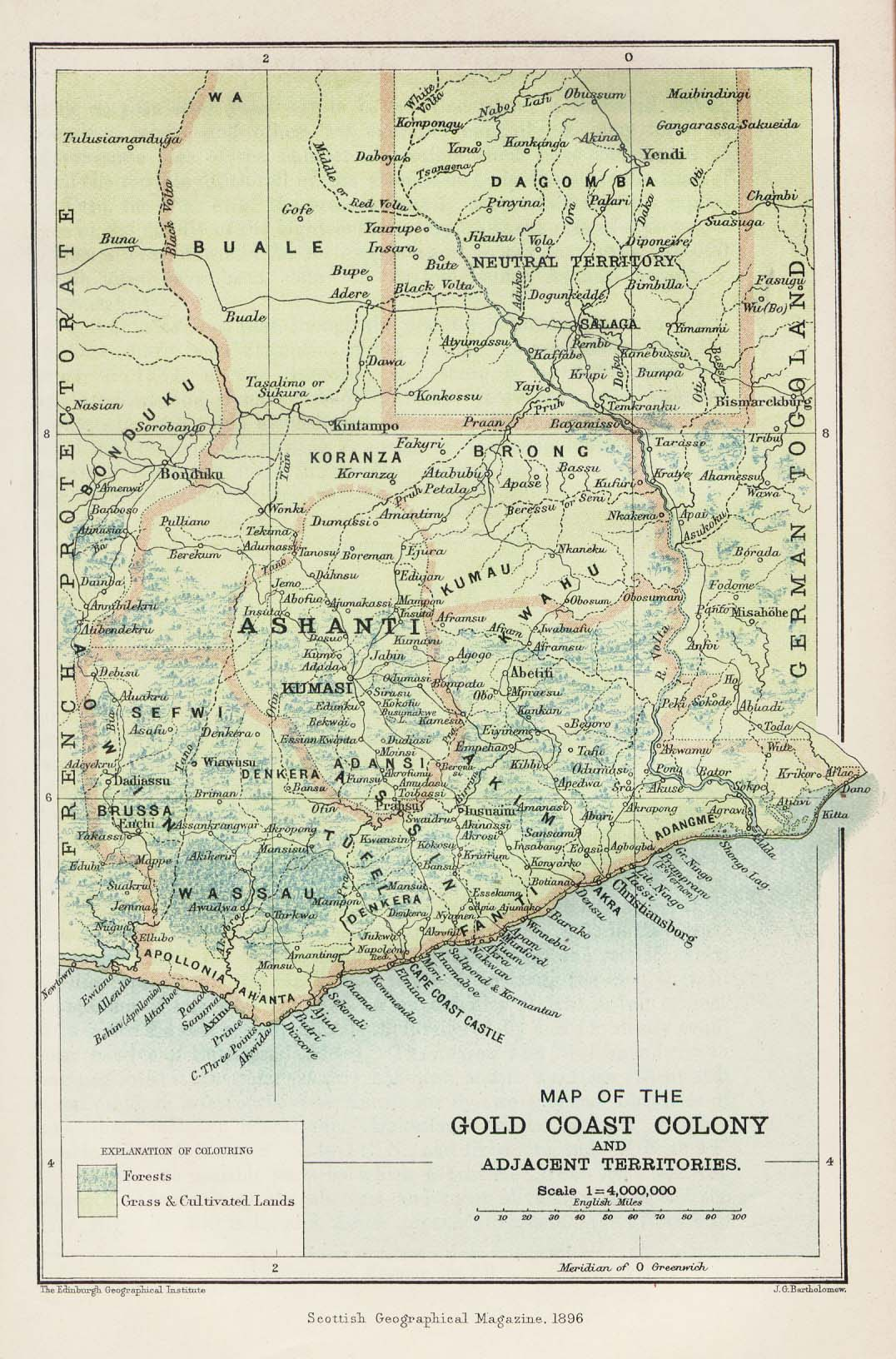
1896年英属黄金海岸地图

1826年英国编成一支特种“突击兵团”，吸收大量荷兰、丹麦傭兵参加，并裹胁了大批芳蒂人，发动第三次战争。阿散蒂军在卡塔曼索村先胜后败（卡塔曼索战役）。1831年英国与阿散蒂签订协定，规定登基拉、阿辛等邦解除对阿散蒂王的臣属义务；阿散蒂不得对贸易加以任何限制；英国确认阿散蒂国家的独立。由于英国的侵略和干涉，阿散蒂的统一遭受了严重的挫折，阿散蒂联邦由盛转衰。
1814年，英国和黄金海岸沿海地区部落酋长签订保护条约，阿散蒂联邦失去它在沿海的大部分成员。

### 第四次阿散蒂战争
1874年2月，英军占领库马西，炸毁皇宫，烧毁市镇后撤出。3月14日签订福梅纳条约，英国强迫阿散蒂赔款5万盎司黄金，放弃登基拉、阿辛、阿基姆、阿丹西和埃尔米纳等地区。1896年英军再度占领库马西，阿散蒂联邦的普列姆佩一世（Agyeman Prempeh，1888－1892在位）等被流放塞舌尔群岛。

### 金凳子之战
阿散蒂人最引为骄傲的王母是雅·阿散蒂娃。其实，阿散蒂娃并不是阿散蒂王国的王母，而是王国所属的埃德维索(Edweso；Ejisu)酋长国的王母。她大约于1840年出生在埃德维索邦一个以勇猛著称的名门之家。她长期务农，勤劳好施，深得百姓好评，五十多岁时被遴选为王母。在普列姆佩一世国王遭流放时，埃德维索的大酋长考菲·阿夫兰也一起被流放。于是，阿散蒂娃就成为这个酋长国的代理大酋长。1900年3月，在英国殖民当局威胁阿散蒂人必须交出金凳子的时候（金凳子之战，the War of the Golden Stool），她无畏无惧，挺身而出，奋力抗争，拒不透露金凳子的下落。在英国人得悉金凳子藏在一个叫巴雷的地方，并偷偷派兵来抢夺的时候，她率领族人进行伏击，使英国人的阴谋未能得逞。在英国从其西非的其他殖民地调集大军前来征讨时，阿散蒂娃则率领一支有5000多人的部队，采用正面进攻、侧面骚扰、暗中伏击等多种战略战术同他们周旋。经过九个多月的战斗，阿散蒂娃兵败被俘，也被英国殖民当局流放到塞舌尔岛。阿散蒂娃领导的斗争虽然失败了，但是，她却被加纳、甚至整个黑非洲誉为反抗英国殖民统治的女英雄。
1902年1月1日，英国宣布阿散蒂为直辖殖民地（保护国）。
1935年1月31日，阿散蒂联邦恢复，普列姆佩二世（1892～1970）为王。但不再是一个独立国家，只是英属黄金海岸的一个行政区。